# Neches (Texas)
Neches è una comunità non incorporata degli Stati Uniti d'America, situata nella Contea di Anderson dello Stato del Texas. Secondo il censimento statunitense effettuato nel 2000 i residenti della comunità ammontavano a 175.

## Geografia
Neches si trova all'incrocio tra la U.S. Highway 79 e la Farm roads 321 e 2574, sulla Union Pacific Railroad, a nove miglia a nord-est di Palestine e a quattro miglia dal fiume Neches, nella parte orientale della contea di Anderson.

## Istruzione
Nella contea è presente solamente una scuola, la Neches Independent School District, che ospita le Neches High School Tigers.